# Längenfeldgasse metróállomás
A Längenfeldgasse metróállomás egy metrócsomópont Bécsben, a 12. kerületben (Meidling-ben). A megállót U4-es és U6-os jelzésű metróviszonylatok használják. Ez az egyetlen olyan metrócsomópont Bécsben, ahol a különböző metróvonalak egymással egy szintben állnak meg.

## Története

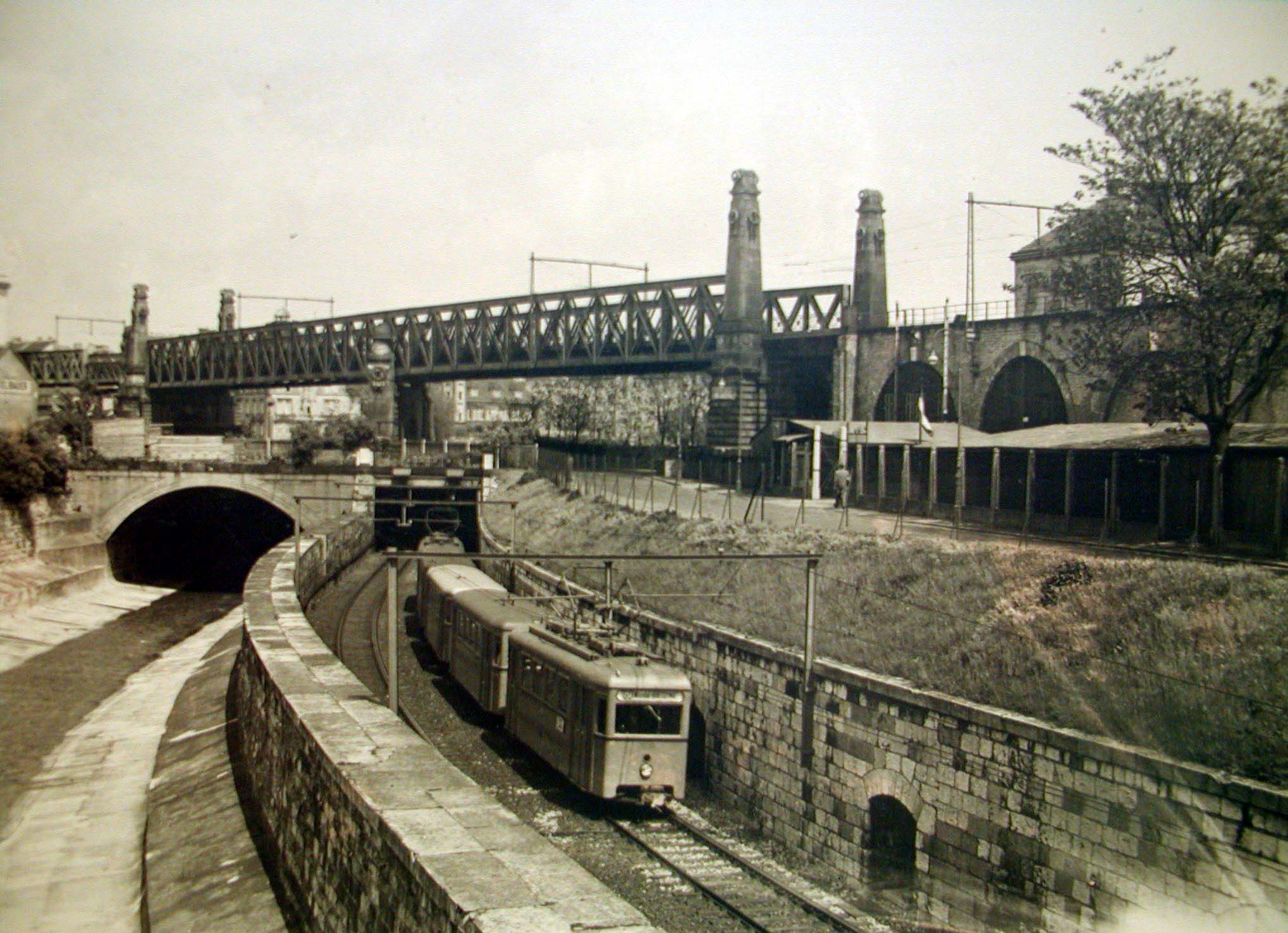
Az U4-es metró elődjének, a Wientallinie Stadtbahnvonal pályája a Wien folyó medrében, amikor még nem létezett Längenfeldgasse állomás

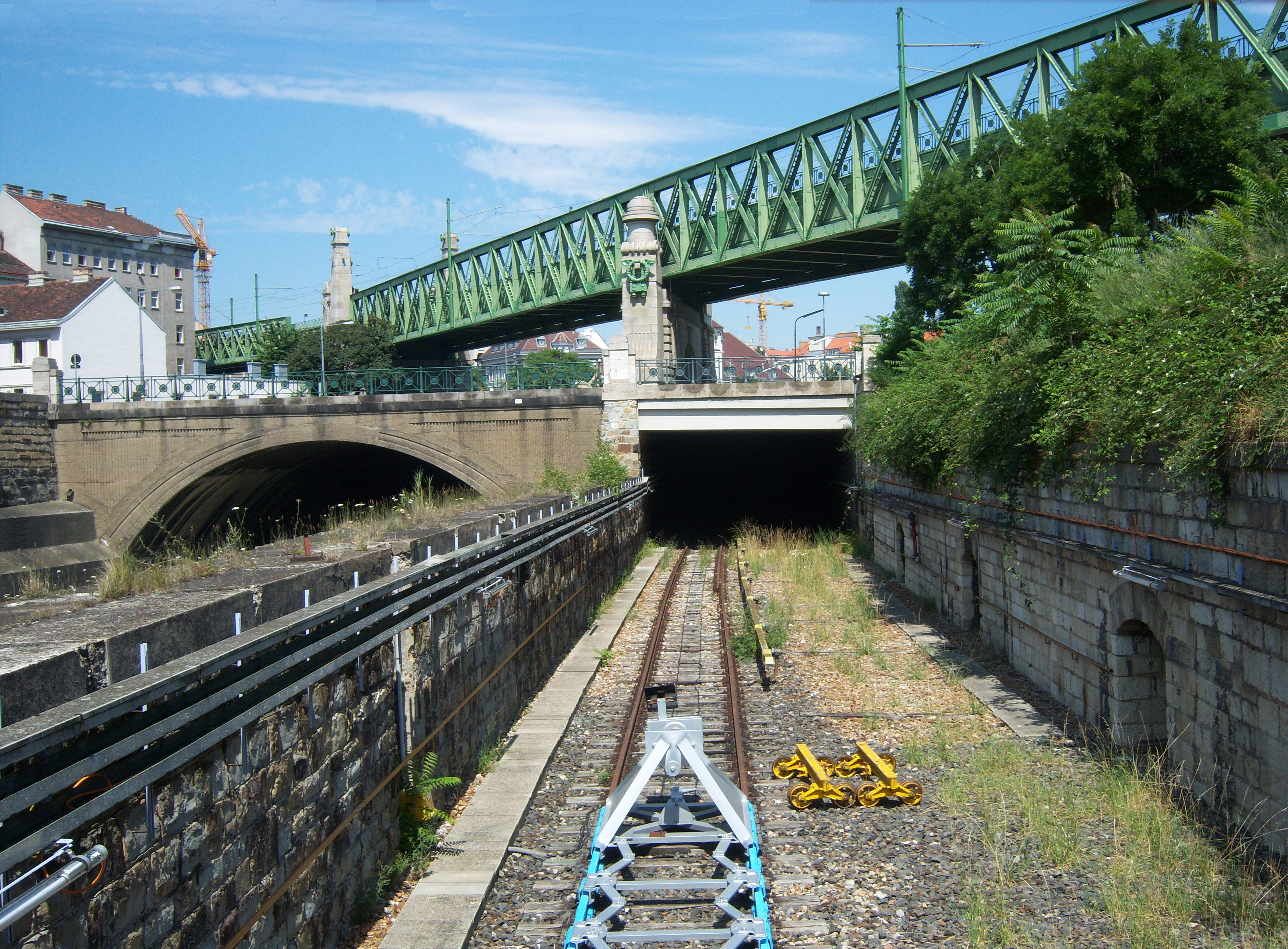
Längenfeldgasse állomás átadásával az U4-es vonal régi folyómedres szakasza megszűnt, és az új állomáshoz lett bevezetve

A mai U4-es és U6-os metró elődje, az elektromos Stadtbahn nem rendelkezett itt állomással. Az U4-es metró elődjének a pályája ekkor még a Wien folyó medrében haladt Margaretengürtel és Meidling Hauptstraße állomások között is. Az U6-os metró vonala, a Gürtellinie pedig még Meidling Hauptstraße felé vezetett, így bár helyileg a mai állomáshoz közel haladt, mégsem rendelkezett itt állomással.
A Stadtbahnos rendszer az idő múlásával elavulttá vált, és megindult a teljes hálózat metróvá alakítása. Az átalakítás fokozatosan történt, a Wientallinie ezen szakaszát 1980 októberében érte el. Ekkortól már a régi Stadtbahn pályáján metró üzemelt, de Längenfeldgasse állomás átadására még várni kellett.
A Gürtellinie, azaz a mai U6-os metró az összes többi Stadtbahnvonaltól később lett metróvá átalakítva. Bár 1981-re már a teljes Wientallinie helyén az U4-es metró üzemelt, a Gürtellinie átalakítását csak 1983-ban kezdték meg. Ekkor viszont az átalakítást egybekapcsolták egy déli irányú meghosszabbítással is. A Gürtellinie Gumpendorfer Straße és Meidling Hauptstraße közötti szakaszát '85-ben felhagyták és megindult a déli irányú hosszabbítás Meidling vasútállomásig.
Längenfeldgasse megépítése is ekkor történt. A Stadtbahnból lett U6 az U4-es metróval Margaretengürtel és Meidling Hauptstraße állomások között találkozott. Az U4 vonalát ekkor egy rövid szakaszon a folyó medre mellől áthelyezték az épülő U6-os metró vonala mellé. Itt épült egy új, közös állomása a két vonalnak, amit Längenfeldgassénak neveztek el. Az állomást mindkét vonal számára 1989-ben adták át. Az U4-es vonal régi szakasza így használaton kívülre került, melynek maradványa ma is látható.

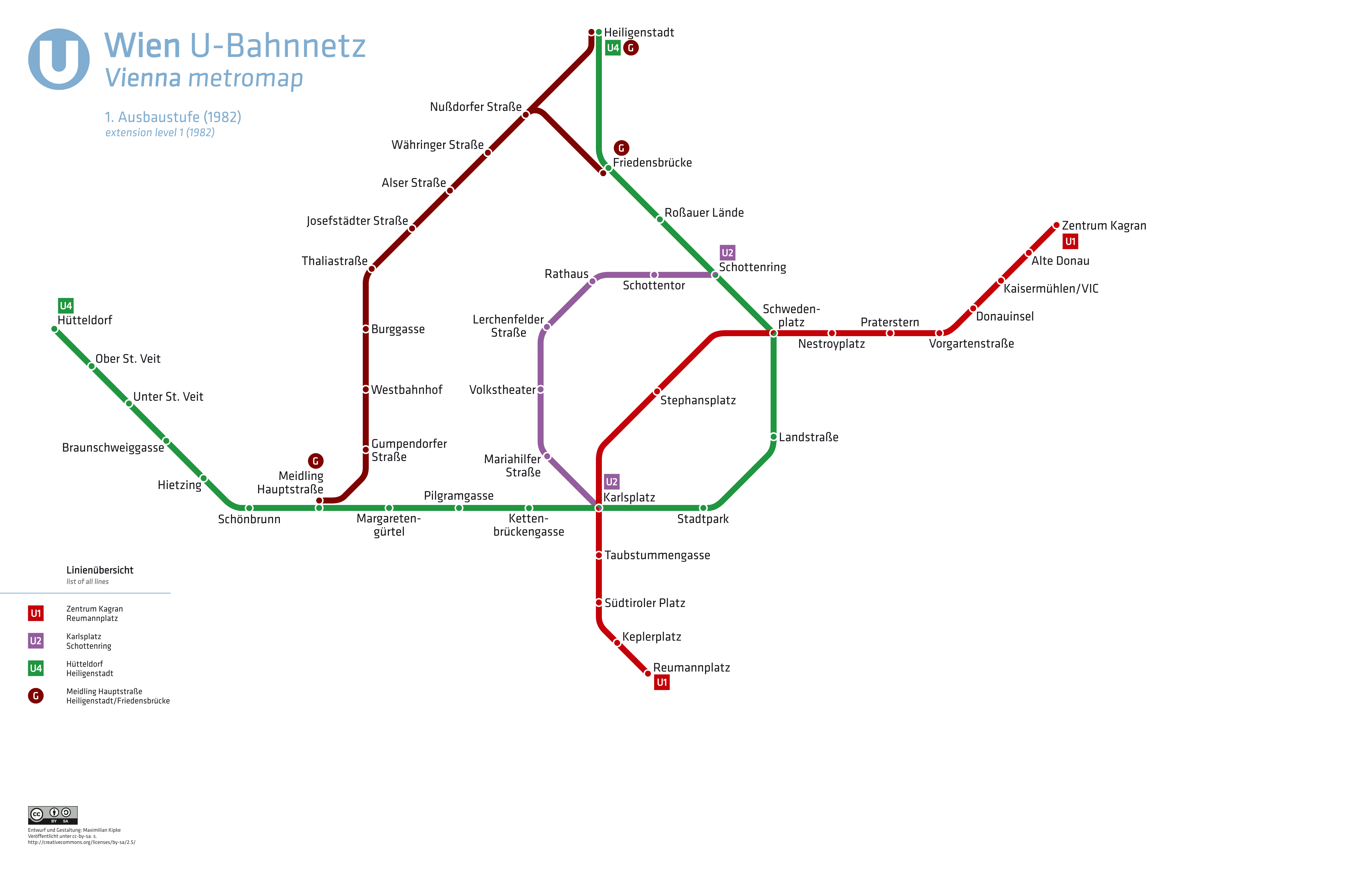
A Bécsi metró 1982-es állapota. Ekkor még nem létezett Längenfeldgasse, és az U6-os metró elődje is Meidling Hauptstraßehoz vezetett.
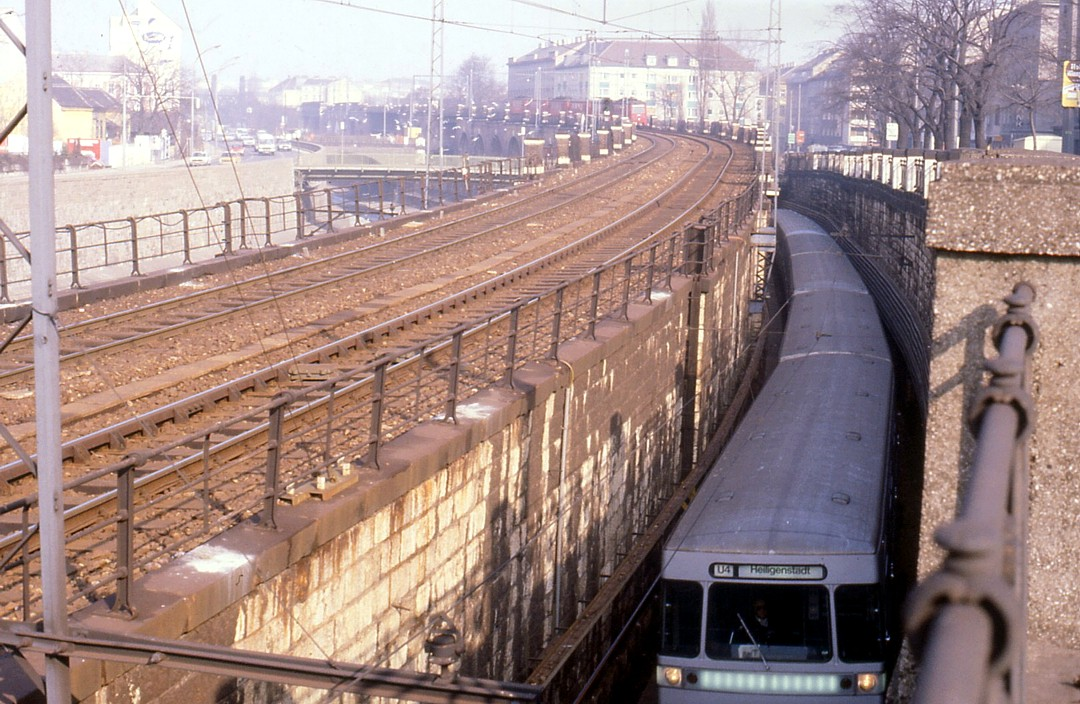
Az U4-es metró 1981-ben a mai állomás közelében, a régi Stadtbahn eredeti vonalán
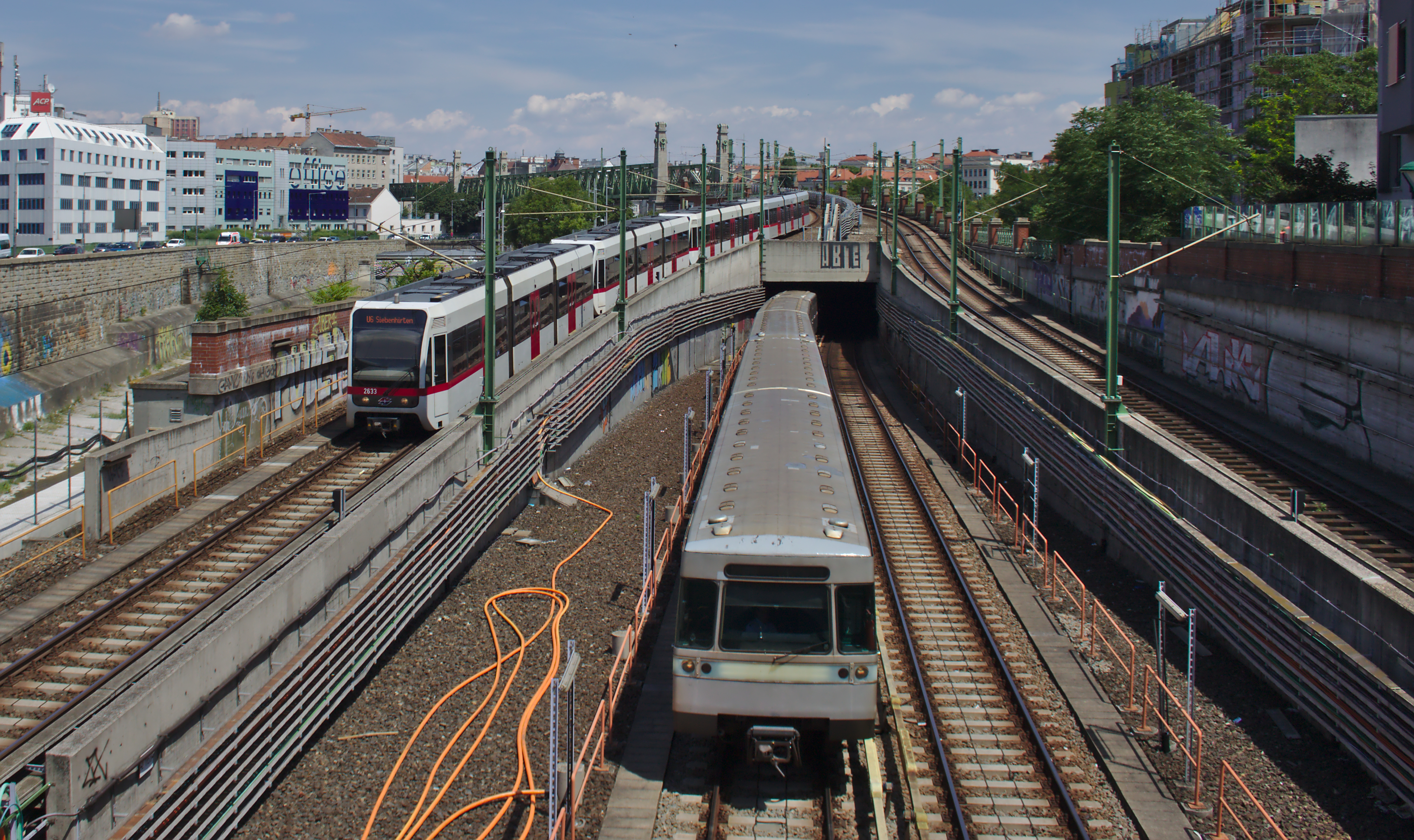
1989-ben az állomás átadásával az U4-es metró a meghosszabbított U6-os mellé került

## Jellemzője

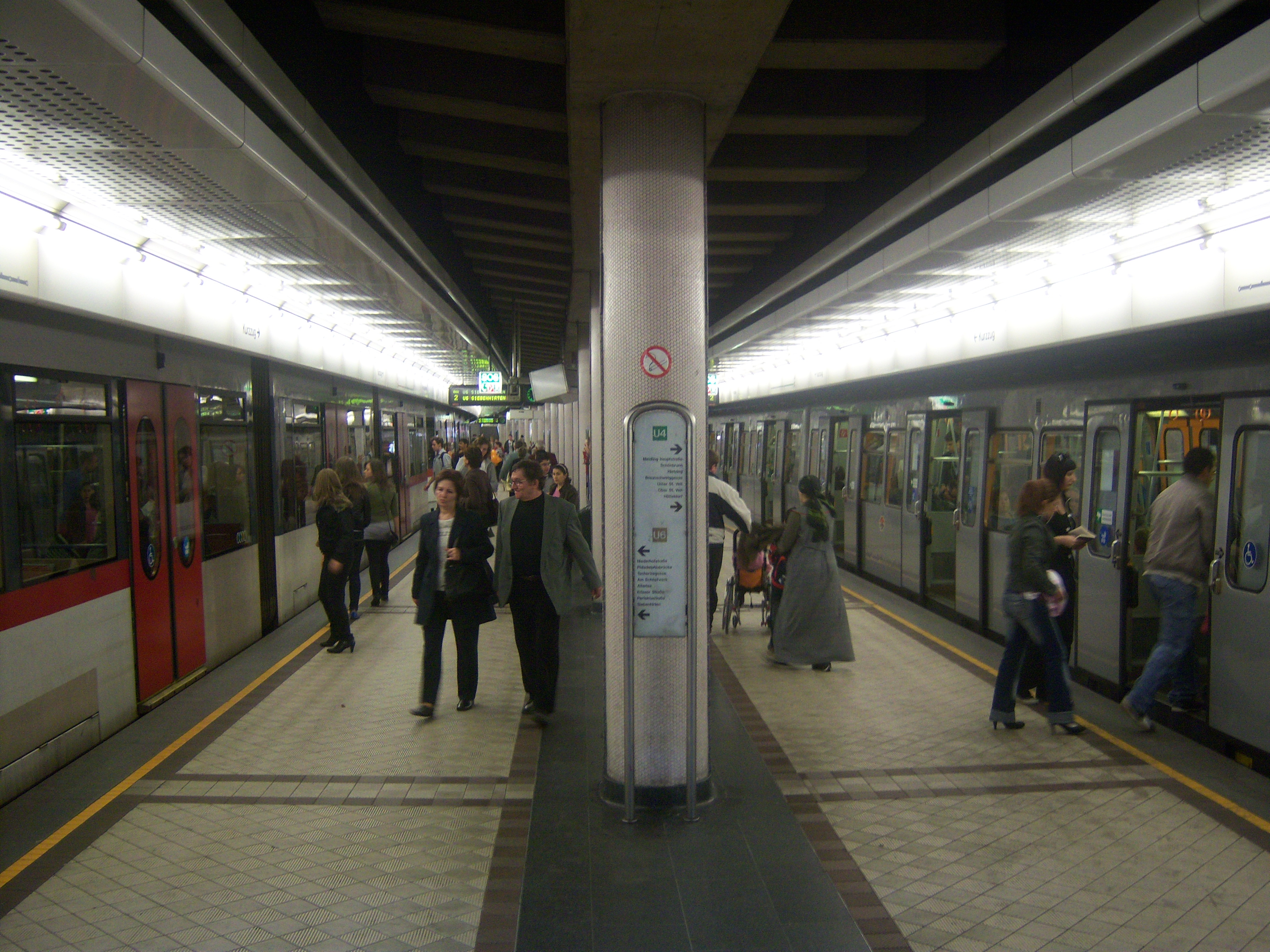
Az állomásnál az U4-es és U6-os metró szerelvényei egy szintben, közös peronon állnak meg, így megkönnyítve az átszállást

A megállónál az U4-es és U6-os metró közötti átszállásra nagy hangsúlyt fektettek. Itt azt találták ki, hogy a két metróvonalnak ne 2 külön peronja legyen. A megoldás az volt, hogy a Heiligenstadt felé menő U4-es és a Floridsdorf felé menő U6-os metrónak van egy közös középperonja, a Hütteldorf és Siebenhirten irányába közlekedő járatok szintén egy középperon két oldalán osztoznak. Ennek elsődleges előnye, hogy ha egy utas a közös peront használó metrók között akar átszállni, akkor nem kell az aluljárón át kerülőutat tenni. A metrók meg főleg csúcsidőn kívül bevárják egymást az átszállással, így csökkentik az utasoknak megállóban töltött idejét. Azok az utasok, akik nem a közös peront használó metrók között akarnak átszállni változatlanul az aluljárón át kell menniük, ám ez a forgalom kb. a fele annak, mintha az U4-es és U6-os metrók külön-külön peronon állnának meg.
| U4 (Heiligenstadt ↔ Hütteldorf) |                         |                         |
| U6 (Floridsdorf ↔ Siebenhirten) |                         |                         |
| Állomás                         | Átszállási kapcsolatok  | Fontosabb létesítmények |
| Längenfeldgasse                 | 12A N60, N64 (Éjszakai) |                         |

## Galéria

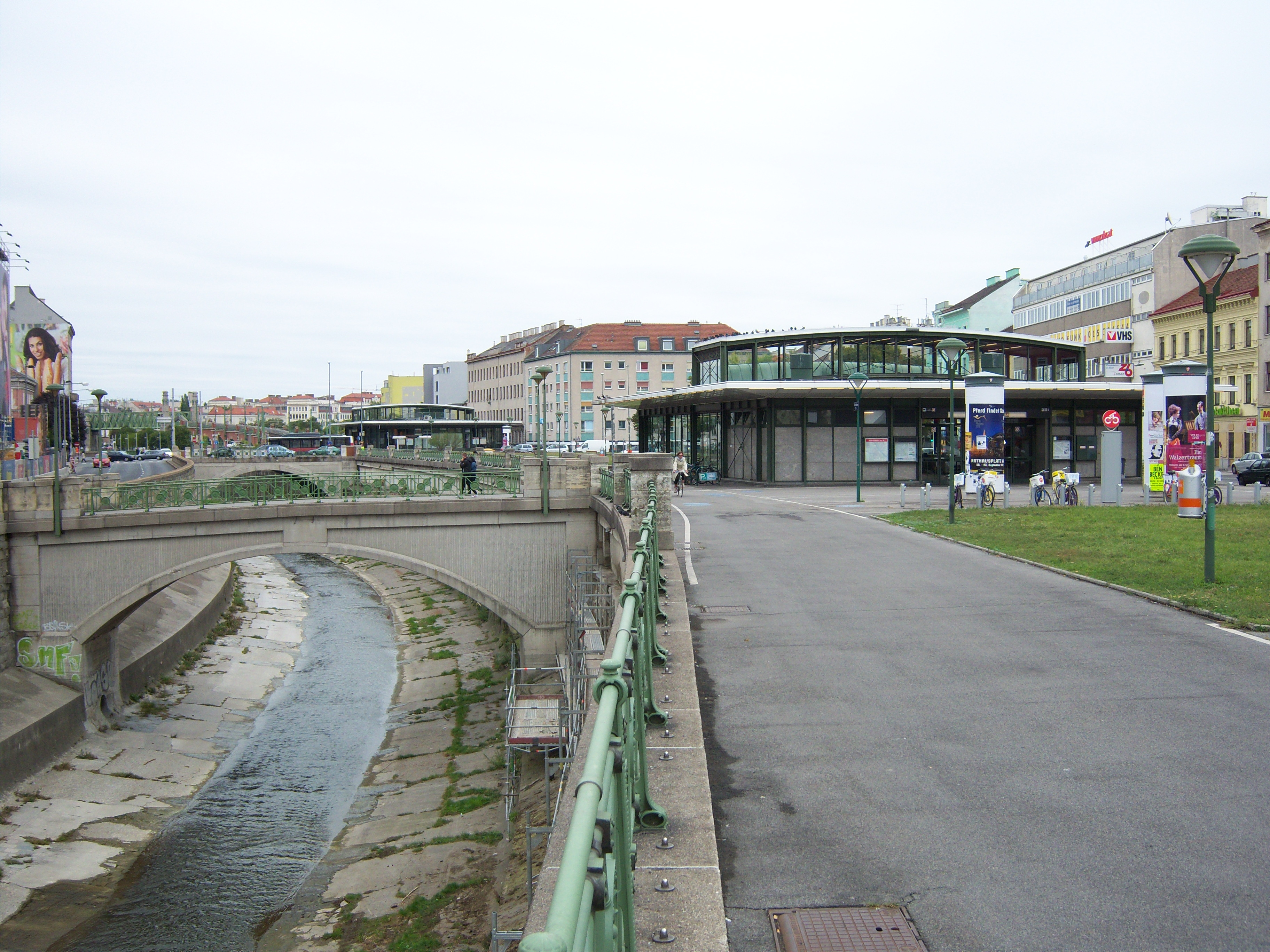
Lejárat az állomáshoz, mellette a Wien folyó
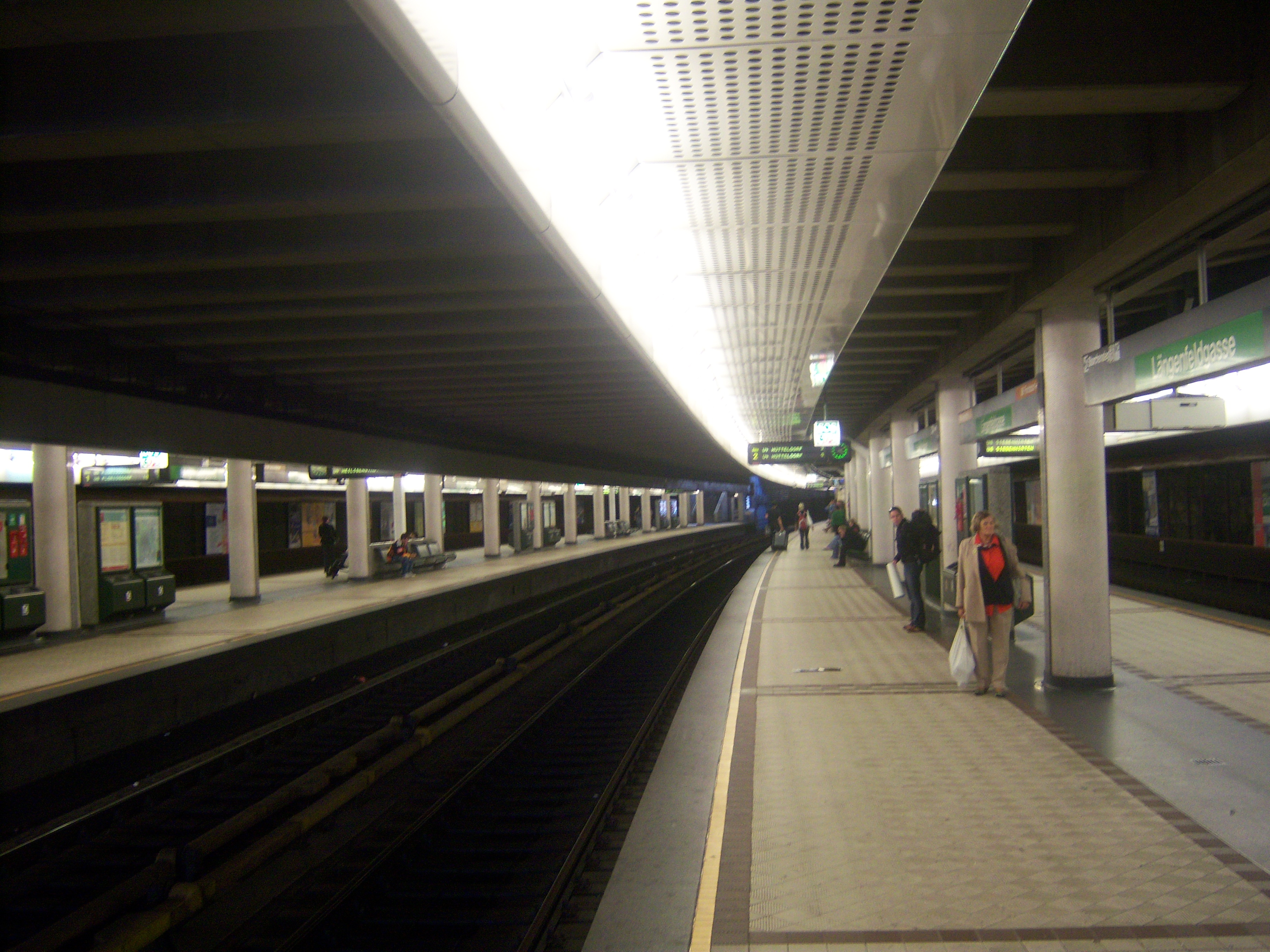
Vágányok
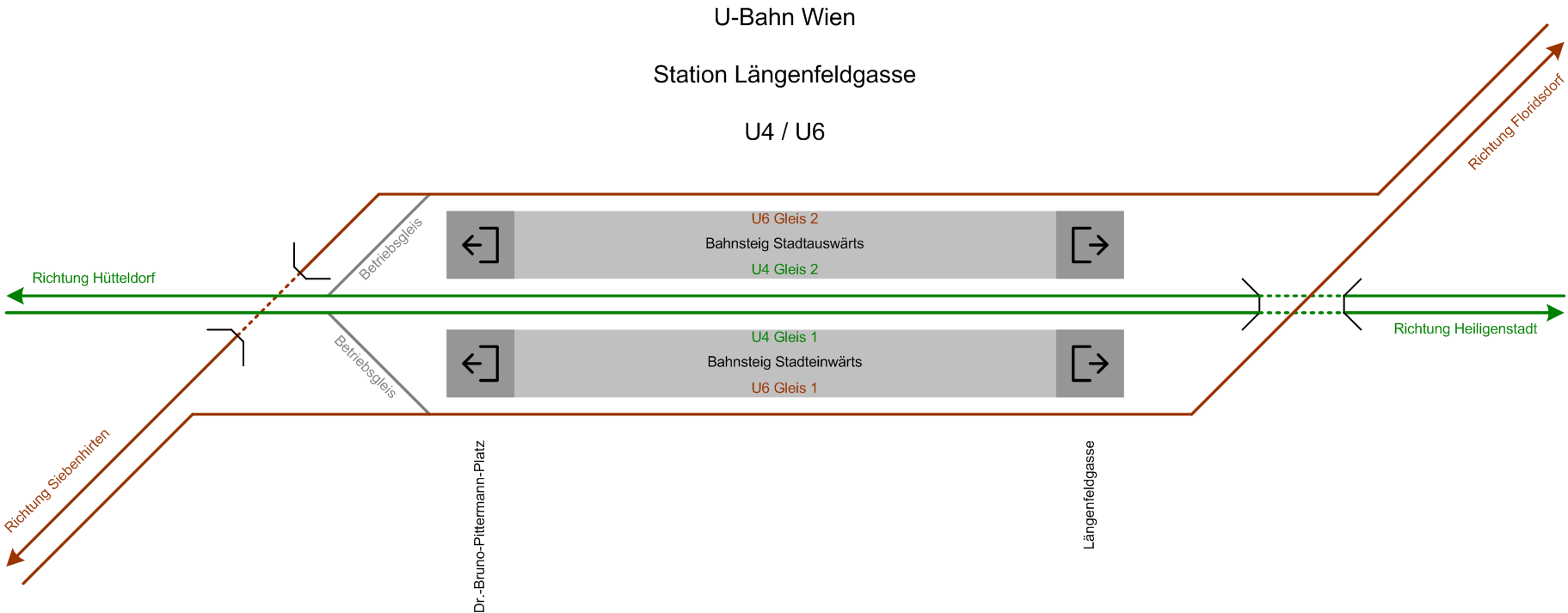
Az állomás vázlatos rajza
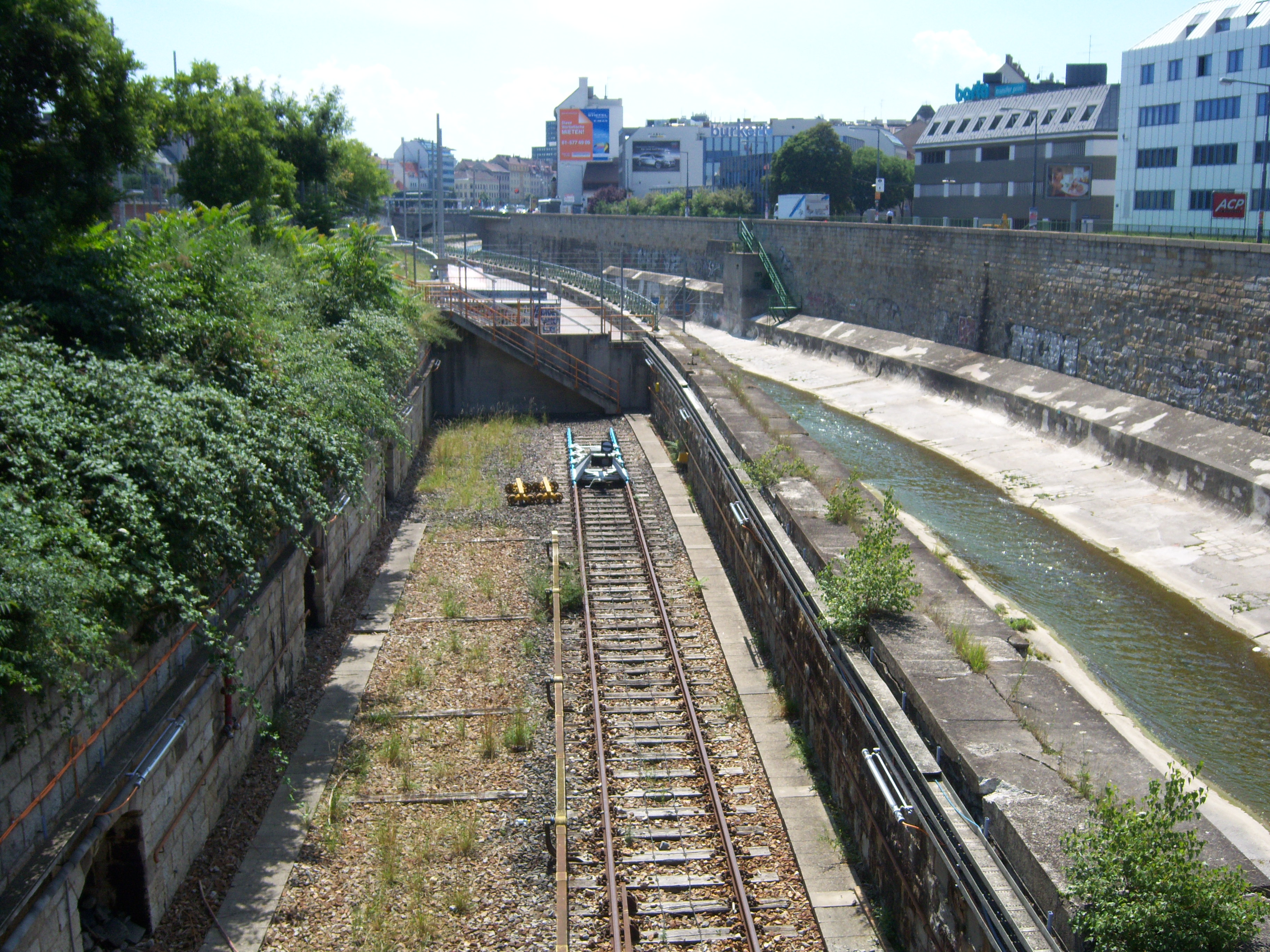
Az állomás átadásával az U4-es metró megszűnt szakaszának maradványa
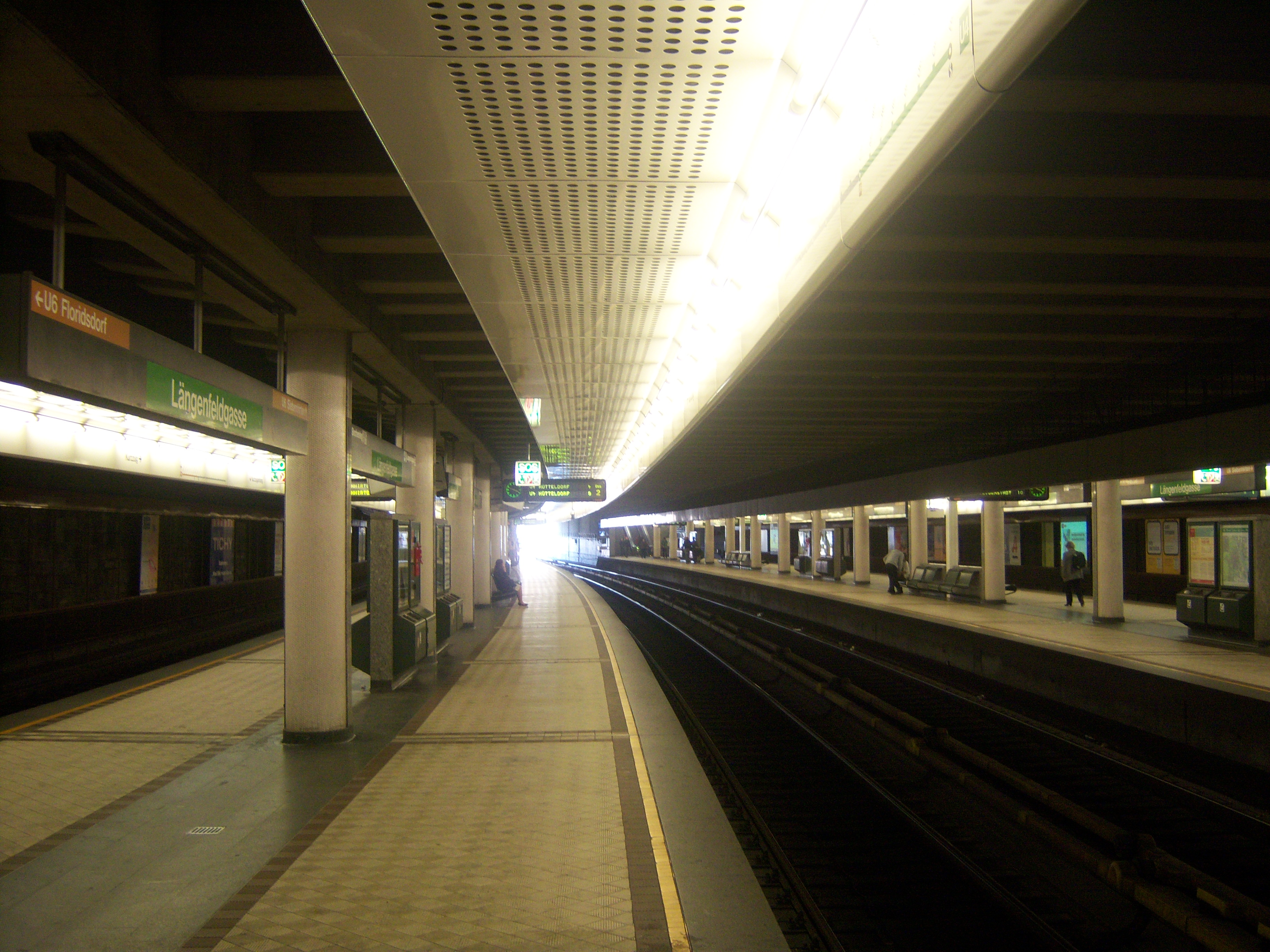
2 peron, 4 vágány. A középső vágányokat az U4-es, a szélsőket az U6-os metró használja
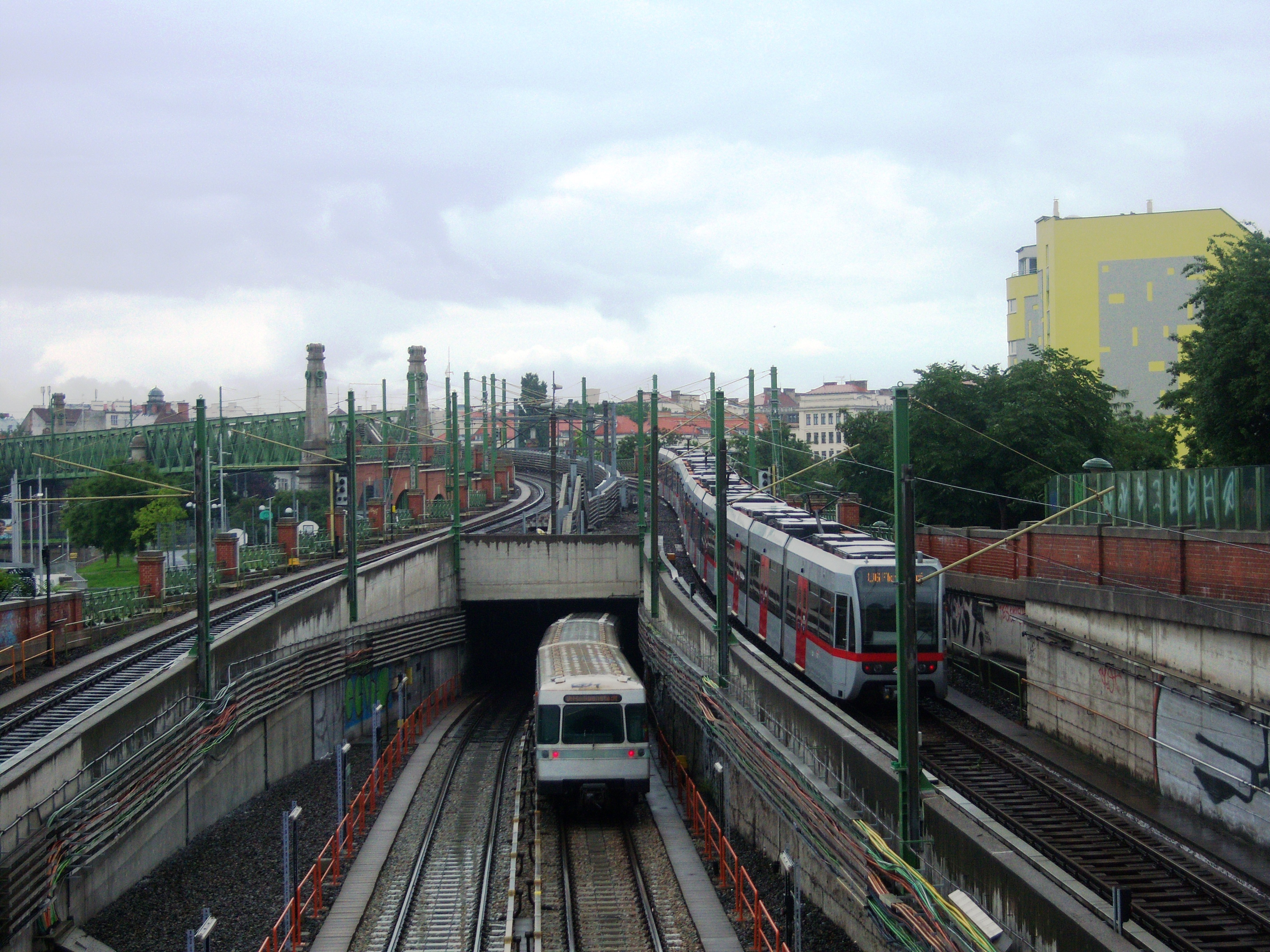
A megálló után egy rövid szakaszon egymás mellett mennek a metrók

## Fordítás
- Ez a szócikk részben vagy egészben  az   U-Bahn-Station Längenfeldgasse című német Wikipédia-szócikk fordításán alapul.  Az eredeti cikk szerkesztőit annak laptörténete sorolja fel. Ez a jelzés csupán a megfogalmazás eredetét és a szerzői jogokat jelzi, nem szolgál a cikkben szereplő információk forrásmegjelöléseként.